# Adam von Trott zu Solz
Friedrich Adam von Trott zu Solz (Potsdam, 9 augustus 1909 – Berlijn, 26 augustus 1944) was een Duits jurist en diplomaat. Trott behoorde tot de de groep die zat achter de aanslag op Hitler op 20 juli 1944 en had als beoogd minister van Buitenlandse Zaken de onderhandelingen met de westelijke geallieerden moeten voeren.

## Levensloop

### Jeugdjaren

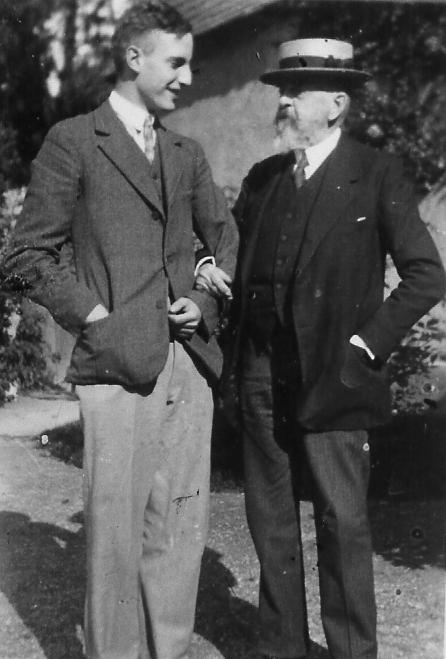
Trott met zijn vader, rond 1926.

Trott werd geboren als vijfde kind in een adelijke familie. Zijn vader August von Trott zu Solz was de Pruissische minister van Cultuur, terwijl zijn opa van moeders kant Duits ambassadeur in Wenen en Sint-Petersburg was geweest. Trott groeide aanvankelijk op in Berlijn en verhuisde in 1917 naar Kassel waar Trott het gymnasium bezocht. Hij sloot zich in de periode aan bij de Duitse Jeugdbeweging. Na het afronden van het gymnasium studeerde Trott rechten aan universiteiten in München en Göttingen.
Tijdens een verblijf in het Zwitserse Genève kwam Trott in aanraking met de Volkerenbond en ontwikkelde een sterke interesse in internationale politiek. In 1929 studeerde Trott een jaar theologie aan Mansfield College in Oxford. Twee jaar later ontving hij een Rhodesbeurs en studeerde een jaar aan Balliol College. In Engeland maakte Trott meerdere goede vrienden, waaronder de bekende filosoof Robin George Collingwood. Collingwood, zelf homoseksueel, omschreef Trott later als een prachtige man – "ik had nooit iemand ontmoet zoals dat" – met wie hij louter een platonische relatie onderhield.
Trott was zwaar beïnvloed door de theorieën van Hegel en vond dat het enige antwoord op de Grote Depressie het zoeken was van een synthese tussen conservatisme en socialisme. De Grote Depressie had volgens Trott bewezen dat het kapitalisme niet functioneerde, maar hij wees tegelijkertijd het communisme af. Ook van de naziregering in zijn thuisland moest hij niet weten.

### Onderzoeker in China
Trott reisde in 1937 als onderzoek naar China namens het Institute of Pacific Relations en gefinancierd met een beurs van het Duitse ministerie van Buitenlandse Zaken. Trott wilde Mandarijn leren en de Confucianistische filosofie bestuderen in de hoop dat China oude wijsheden een oplossing kon bieden aan de geestelijke malaise in het westen.
Duitsland had op dat moment goede banden met China. Zo leverde het veel wapens voor het Nationaal Revolutionair Leger. Trott had een goede verhouding met generaal Alexander von Falkenhausen, hoofd van de Duitse militaire delegatie die naar China was gestuurd. Beide mannen moesten weinig hebben van de pro-Japanse lijn waar Duitsland voor koos na het aantreden van Joachim von Ribbentrop in februari 1938 als minister van Buitenlandse Zaken. In juni 1938 werd de militaire delegatie teruggeroepen naar Duitsland, dat was voor Trott ook het moment om China te verlaten

### Diplomaat
Trott kon zich vinden in de annexatie van Tsjecho-Slowakije in 1938, ondanks zijn afkeer van de nazi's. Hij beschouwde Tsjecho-Slowakije als een kunstmatige staat die door het Verdrag van Versailles in het leven was geroepen. Trott bezocht in 1939 Engeland drie keer en pleitte bij Britse vrienden ervoor dat het Verenigd Koninkrijk haar veiligheidsgaranties aan Polen – in het geval van een Duitse aanval zou het Verenigd Koninkrijk Duitsland de oorlog verklaren – moest opgeven. Trott was bevriend met de Duitse staatssecretaris van Buitenlandse Zaken Ernst von Weizsäcker en was door hem op pad gestuurd op langs de informele kanalen na te gaan of het Verenigd Koninkrijk bereid was die veiligheidsgaranties op te geven, in ruil voor het herstel van de onafhankelijkheid van Tsjecho-Slowakije, minus Sudetenland. Duitsland wilde dan bovendien zeggenschap over de vrijstad Danzig, de Poolse Corridor en delen van Opper-Silezië die Duitsland na de Eerste Wereldoorlog had moeten opgeven.
Via zijn contacten uit zijn Oxfordtijd wist Trott een ontmoeting te regelen met de premier Neville Chamberlain en minister van Buitenlandse Zaken Lord Halifax. Chamberlain weigerde veiligheidsgaranties aan Polen in te trekken en stelde dat het Verenigd Koninkrijk liever ten oorlog trok dan een ander land "vernietigd" te zien worden. Na terugkeer in Duitsland probeerde Von Weizsäcker een ontmoeting te regelen tussen Trott en Hitler en Von Ribbentrop, maar zowel Hitler als Van Ribbentrop hadden daar geen behoefte aan.
In de jaren voor de oorlog vervreemde Trott veel Engelse vrienden van zich. Hij had een afkeer van het Verdrag van Versailles en nam daar in felle bewoordingen afstand van in gesprekken. Bovendien moest Trott weinig hebben van het democratisch systeem. Hij vond dat Europa door de industriële revolutie ontmenselijkt was en haar geestelijke ziel had verloren. Trott geloofde dat de massamaatschappij die door de industriële revolutie tot stand was gekomen demagogen in staat stelde de massa te bespelen en uit te buiten. Niet alleen in het nationaalsocialistische Duitsland, maar ook in de westerse democratieën. Trott zag alleen heil in een Duitsland dat geleid werd door de traditionele elite die de oude conservatieve waarden waren toegewijd.
Verschillende Duitse tegenstanders van het naziregering, waaronder Trott, hadden tegen de Engelsen gezegd dat de Wehrmacht Hitler zou afzetten in het geval van een inval in Polen. Op het moment dat de inval plaats vond en er niets gebeurde verloor de Duitse verzetsbeweging veel krediet bij de Britten.
Trott kwam in 1939 in dienst van het Duitse ministerie van Buitenlandse Zaken. In oktober 1939 reisde hij naar de Verenigde Staten voor een conferentie van het Institut of Pacific Relations. Op weg naar Amerika werd hij tijdens een tussenstop in Gibraltar bijna aangehouden door de Britten, maar hij wist hen er van te overtuigen dat hij uit Zuid-Afrika kwam door de stropdas van Balliol College te tonen. In de Verenigde Staten zocht Trott namens de Duitse oppositie contact met de Amerikaanse regering en drong aan op vredesonderhandelingen. Trott wees echter het idee af dat Duitsland de veroverde gebieden in Polen en Tsjecho-Slowakije moest opgeven, waardoor de Amerikaanse regering te weinig basis zag om het contact verder uit te diepen.

### Kreisauer Kreis

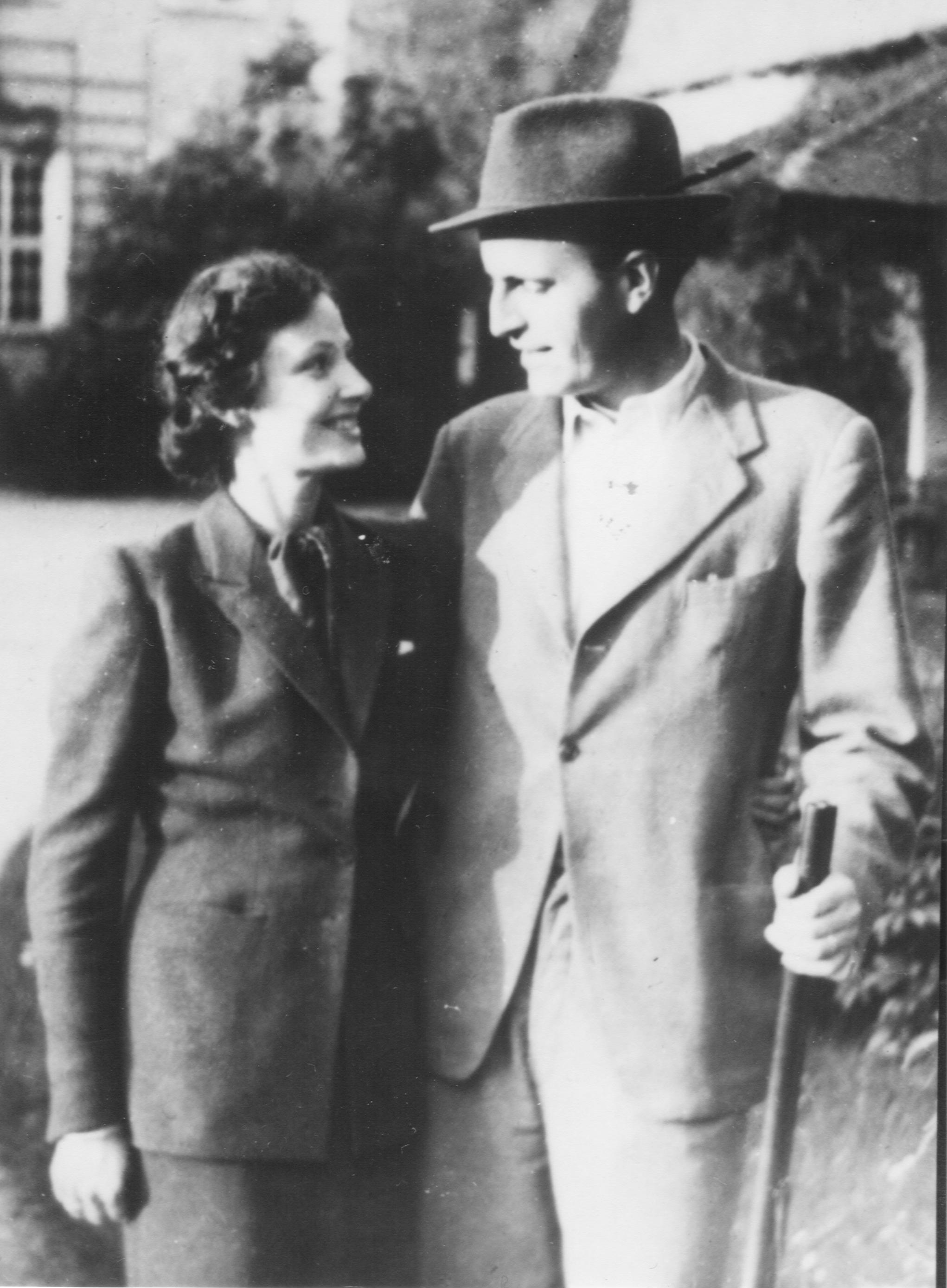
Trott samen met zijn vrouw Claratina (1944).

Trott keerde naar Duitsland terug en meldde zich in 1940 aan als lid van de NSDAP. Tegelijkertijd trad hij op als adviseur van de Kreisauer Kreis, een verzetsbeweging bestaande uit intellectuelen onder leiding van Helmuth James von Moltke. De groep maakte plannen voor de omverwerping van het naziregime.
Vanaf april 1941 was Trott namens het ministerie van Buitenlandse Zaken de contactpersoon voor de Indiase nationalist Subhas Bose. Bose was een voormalig voorzitter van het Indian National Congress en richtte het Legion Freies Indien op, waar drieduizend krijgsgevangenen uit Brits-Indië zich bij aansloten om aan Duitse zijde te vechten. Trott reisde zogenaamd voor zijn werk naar Scandinavië, Turkije en Zwitserland en zocht daar contact met tegenstanders van het nazisme
In januari 1943 hadden Von Moltke en Trott namens de Kreisauer Kreis een ontmoeting met generaal Ludwig Beck en Carl Friedrich Goerdeler, leiders van een de belangrijkste verzetsgroepen. Namens de Kreisauer Kreis waren verder Peter Yorck von Wartenburg, Eugen Gerstenmaier en Fritz von der Schulenburg aanwezig Beck en Goerdeler, die beiden waren opgegroeid in het Duitse Keizerrijk, wilden na een geslaagde staatsgreep een herstel van de monarchie. Zowel Trott als Von Moltke moesten daar weinig van weten en beiden groepen kwamen niet tot overeenstemming. Trott bleef op persoonlijke basis echter contact houden met leden van de Groep Beck-Goerdeler.
Rond 1942 kregen Trott en andere leden van de Kreisauer Kreis zich langzaam bewust van de voltrekking van de Holocaust. Trott maakte in maart 1943 melding van een concentratiekamp in Opper-Silezië waar drie-tot vierduizend personen per maand omkwamen. Trott verwees vermoedelijk naar Auschwitz, ondanks het feit dat het daadwerkelijke dodental veel hoger lag.
Via Willem Visser 't Hooft, de secretaris-generaal van de Wereldraad van Kerken die in Genève gezeteld was, zocht Trott in 1942 contact met de Britse regering om hen op de hoogte brengen van de rol van de Duitse verzetsbeweging. Doordat de geallieerden vast hielden aan de eis van onvoorwaardelijke overgave was het plegen van een staatsgreep niet per se een aanlokkelijk idee. Zelf was Trott er voorstander van om na een gelukte staatsgreep eerst vrede te sluiten met de Sovjet-Unie. Hij vond dat de Sovjet-Unie een concretere scheiding maakte tussen het naziregime en de Duitse burgers en meer ideeën hadden voor de Duitse wederopbouw.

### Staatsgreep van 20 juli 1944

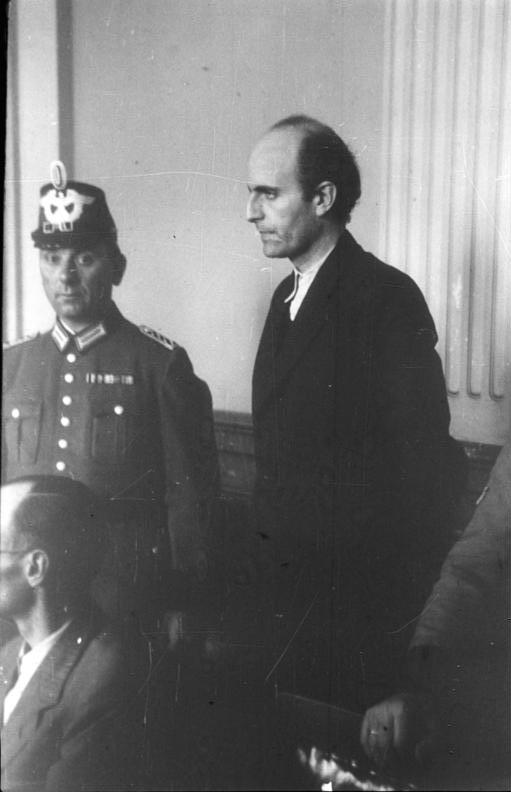
Trott tijdens zijn proces.

Trott kwam in contact met de groep rond Claus Graf Schenk von Stauffenberg die plannen voor een staatsgreep beraamden. In juni 1944 reisde Trott naar Stockholm waar hij op aanbeveling van de sociaaldemocraat Julius Leber contact zocht met de jonge socialist Willy Brandt en hem vroeg om zich beschikbaar te stellen in de nieuw te vormen regering na de staatsgreep. Trott zelf was de beoogd minister van Buitenlandse Zaken.
Op de avond voordat Von Stauffenberg de aanslag zou plegen bezocht hij Trott die hem aanmoedigde door te zetten. Op 20 juli 1944 liet Von Stauffenberg tijdens een vergadering een bom ontploffen in de Wolfsschanze, het hoofdkwartier van Hitler. De Führer overleefde de aanslag echter. De coupplegers hadden bovendien te lang geaarzeld voordat zij tot actie overgingen. Daardoor werd de staatsgreep al in de avond van 20 juli in de kiem gesmoord. Trott liet de kans om de vluchten aan zich voorbij gaan omdat hij vreesde dat er anders wraak op zijn gezin zou worden genomen. Trott werd op 25 juli 1944 gearresteerd en moest zich voor het Volksgerichtshof van Roland Freisler verantwoorden. Freisler sprak de doodstraf uit en op 26 augustus 1944 werd het vonnis voltrokken in de Duitse gevangenis Plötzensee. Trotts vrouw Clarita, met wie hij twee dochters had, zat twee maanden vast.
- Bibliothèque nationale de France: cb12091668t (data)
- Gemeinsame Normdatei: 118802798
- International Standard Name Identifier: 0000 0000 8391 2275
- Library of Congress Control Number: n87853036
- Nationale Bibliotheek van Tsjechië: jo20191051233
- Nationale Bibliotheek van Israël: 987007268894005171
- Nederlandse Thesaurus van Auteursnamen: 070404070
- LIBRIS: 236185
- Système universitaire de documentation: 02924997X
- Trove: 828118
- Virtual International Authority File: 68956010
- WorldCat: E39PBJh4r3DK3ddcGc6PfjcF8C